# Lucas-Lehmertest voor mersennegetallen
Dit artikel gaat over de Lucas-Lehmertest voor mersennegetallen. Er is ook een algemene Lucas-Lehmertest, voor alle natuurlijke getallen.
De Lucas-Lehmertest voor mersennegetallen is een algoritme om te bepalen of het mersennegetal {\displaystyle 2^{p}-1} ({\displaystyle p} een priemgetal) een mersennepriemgetal is. De test is ontwikkeld door Édouard Lucas en later verbeterd door Derrick Henry Lehmer.

## Algoritme
Laat {\displaystyle M_{p}=2^{p}-1} een mersennegetal zijn met {\displaystyle p} een priemgetal. Definieer nu de rij {\displaystyle S} als volgt:
{\displaystyle s_{i}=\left\{{\begin{matrix}4&&{\mbox{als }}i=0\\s_{i-1}^{2}-2&&{\mbox{als }}i>0\end{matrix}}\right\}}
De eerste termen van deze rij zijn 4, 14, 194, 37634, ... Nu geldt dat {\displaystyle M_{p}} een priemgetal is dan en slechts dan als
{\displaystyle s_{p-2}\equiv 0\mod {M_{p}}}
Anders is {\displaystyle M_{p}} een samengesteld getal.
Met FFT-implementatie heeft het algoritme een looptijd van {\displaystyle O(p^{2}\log p)}.

## Voorbeeld
Als voorbeeld nemen we {\displaystyle M_{5}=2^{5}-1=31}.
{\displaystyle s_{0}\equiv 4\mod 31}
{\displaystyle s_{1}\equiv 4^{2}-2\equiv 14\mod 31}
{\displaystyle s_{2}\equiv 14^{2}-2\equiv 8\mod 31}
{\displaystyle s_{3}\equiv 8^{2}-2\equiv 0\mod 31}
{\displaystyle S_{3}=0} dus 31 is een priemgetal. 